# Iglesia de Santa María del Templo (Villalba de los Alcores)
La Iglesia de Santa María del Templo se encuentra en el municipio vallisoletano de Villalba de los Alcores y pertenece al período románico ojival.

## Descripción
De planta rectangular irregular atribuida a la Orden del Temple, dependió administrativamente de la Bailía de Villalpando en el siglo XIII.
Desde su cabecera un domo semicircular es seguido de dos muros que aguantan seis recios contrafuertes cubriéndose, respectivamente, con arcos de horno y de medio cañón. La torre estuvo adosada al muro que cierra la nave.
Durante un tiempo se consideró a esta iglesia como Patronato de los señores que lo fueron en la villa. Finalizando el siglo XVIII, sus bienes y rentas fueron agregados a la Parroquia de Santiago (Iglesia de Santiago Apóstol) por el Obispo de Palencia. Esta decisión llevó al Conde de Castilnovo a pleitear con el Obispo obteniendo sentencia a favor en 1818.
Tras la abolición de los señoríos en el siglo XIX fue vendida por el Conde de Castilnovo a la familia “de Rivas”, de quien fue adquirida por los antepasados de los actuales propietarios.
Esta iglesia, declarada Bien de Interés Cultural por el Decreto 250/1991 del 22 de agosto de la Consejería de Cultura y Turismo de la Junta de Castilla y León, se puso en venta el 18 de agosto de 2001 por orden de sus actuales propietarios.

## Galería

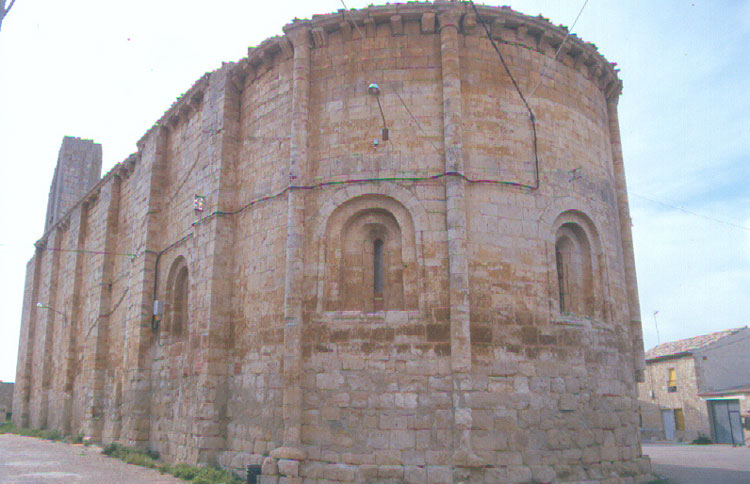
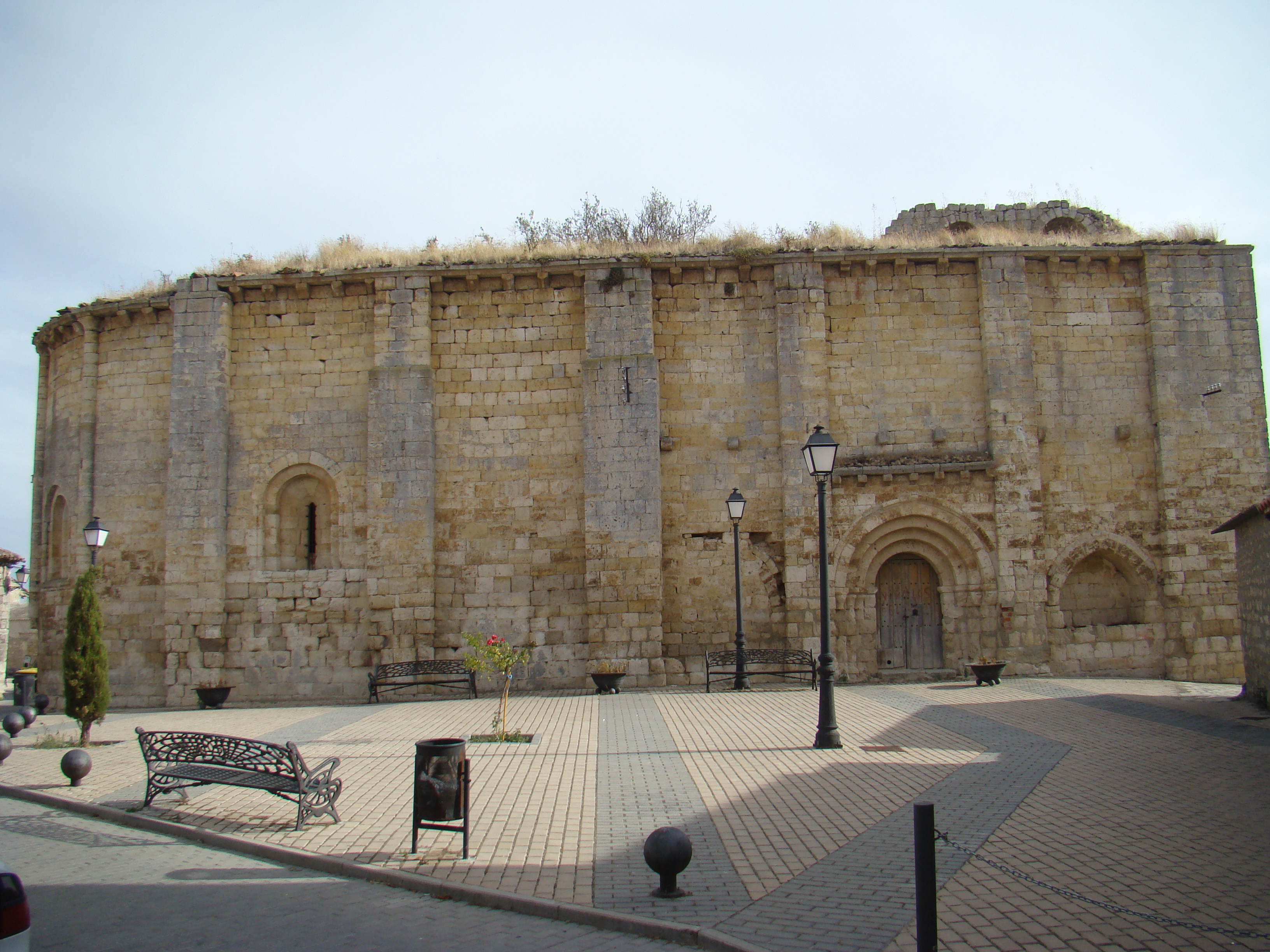
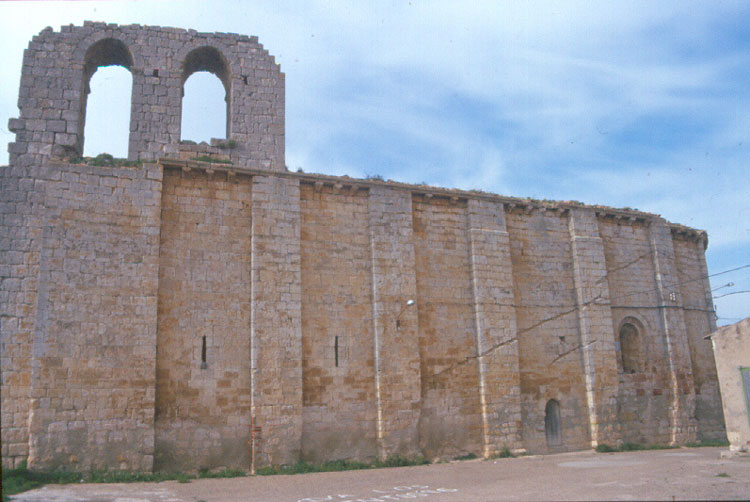
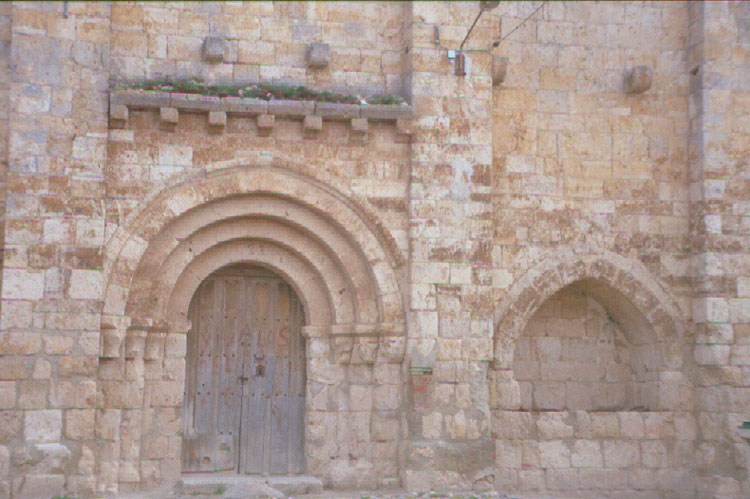
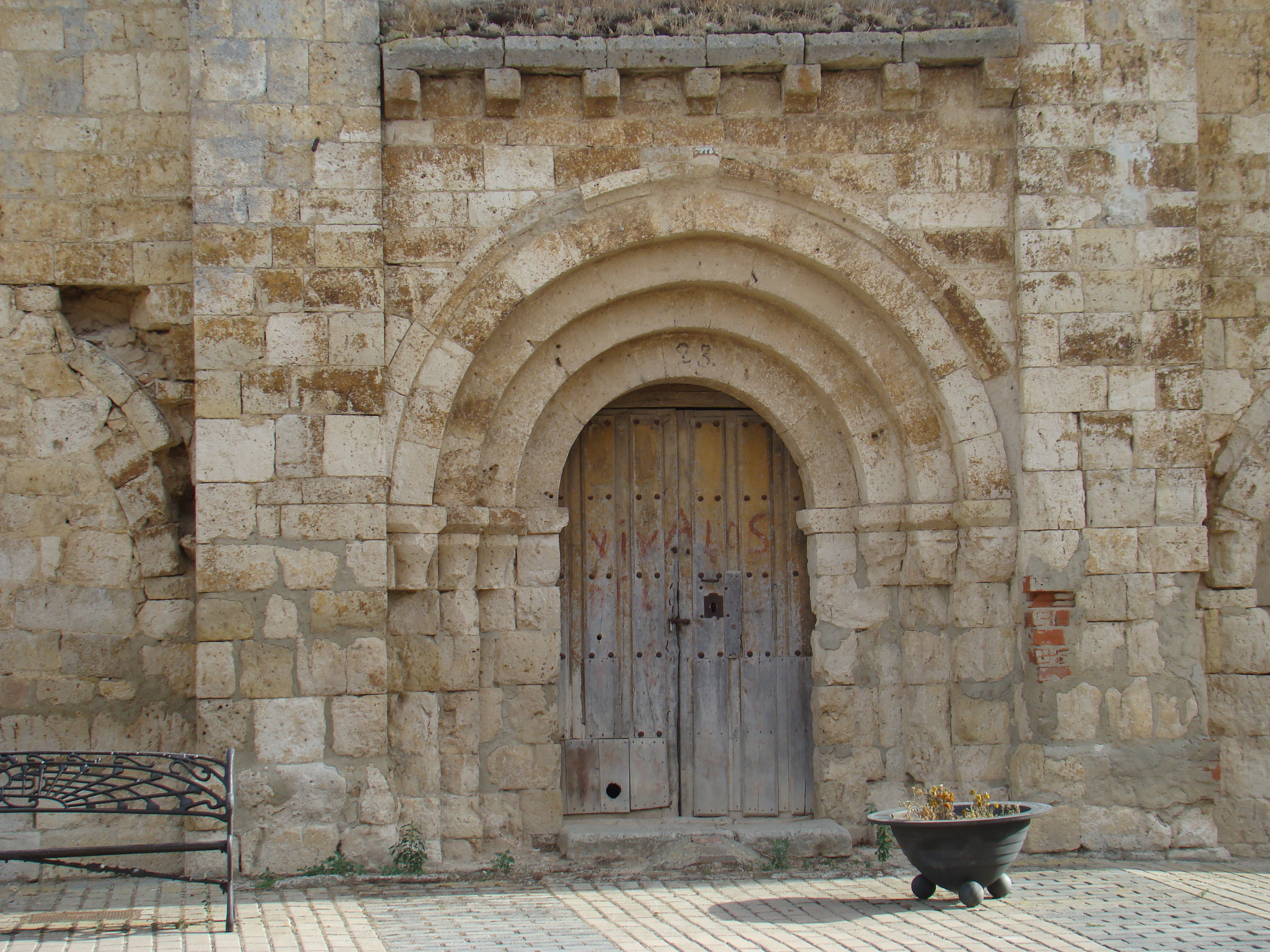